# 德拉格塞尔
德拉格塞尔，是匈牙利南部巴奇-基什孔州所辖的一个村，总面积12.59平方公里，总人口398，人口密度32人/平方公里（2002年）。地理坐标为46.466°N 19.05°E。